# Ubisoft

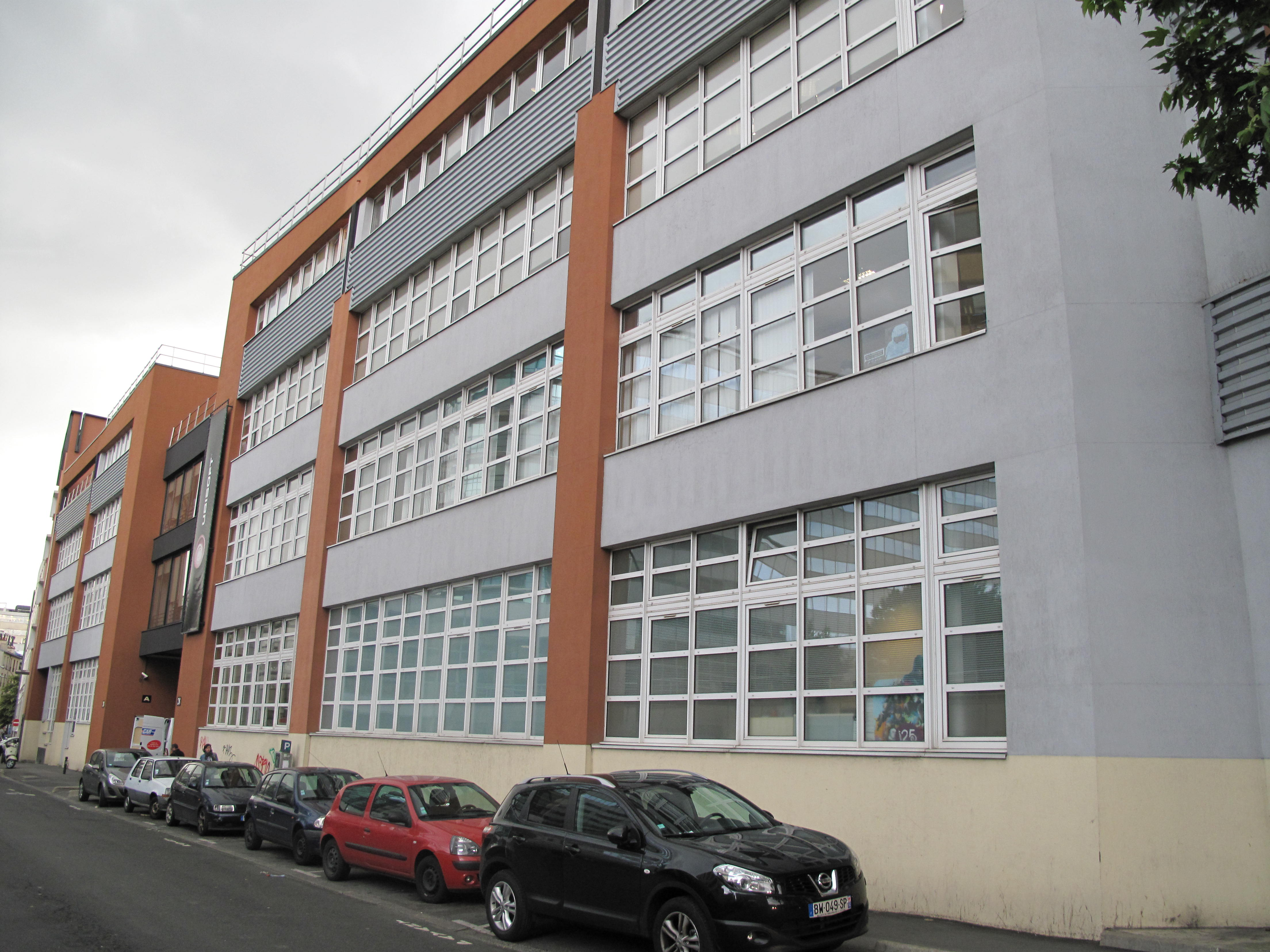
A Ubisoft központi irodája Montreuil-ben

A Ubisoft Entertainment (eredetileg: Ubi Soft) egy számítógépes és videójátékokat kiadó és fejlesztő cég.   Központja a franciaországi Montreuil-ben van. A cégnek több mint 20 országban van még központja: a kanadai fejlesztőstúdiók Montréalban és Québec-ben; Szerbia (Belgrád), Spanyolországban (Barcelona), Kínában (Sanghaj), az Amerikai Egyesült Államokban (Észak-Karolina), Németországban (Düsseldorf), Bulgáriában (Szófia), Romániában (Bukarest), Marokkóban (Casablanca), Olaszországban (Milánó) és máshol. 2004-től a harmadik legnagyobb független videójáték kiadó Európában, és a hetedik legnagyobb az Amerikai Egyesült Államokban.

## Története
A Guillemot családból öt testvér alapította a Ubisoftot számítógépes játékkiadóként 1986-ban, Franciaországban. Yves Guillemot hamarosan egyezségre jutott az Electronic Arts, Sierra On-Line és a Microprose cégekkel, hogy termékeiket Franciaországban ők terjeszthessék. A '80-as évek végére a cég kiterjesztette piacát az Amerikai Egyesült Államokra, az Egyesült Királyságra és Németországra. Az 1990-es évek elején a cég elkezdett saját számítógépes játékokat gyártani, ami az 1994-es montreuil-i stúdió megnyitásához vezetett, ami később a főhadiszállásuk lett. Ebben az évben találta ki Michel Ancel a Rayman karaktert, ami még mindig népszerű, köszönhetően a 2006-os új kiadásnak. A Ubisoft ezután részvénytársaság lett 1996-ban és folytatta irodáinak kiterjesztését, úgy mint Sanghajban és Montréalban.
A cég bevétele 2002-2003 között  453 millió € volt, míg 2003-2004 között 508 millió euróra ugrott. 2004-ben az alkalmazottak száma meghaladta a 2350 embert. 1990-es évek végén és a 2000-es évek elején az online játékok mellett is elkötelezte magát, létrehozva a ubi.com online részleget.
2004. december 20-án  az Electronic Arts (EA) 19,9% részesedést vásárolt a cégben. Erről a Ubisoft úgy nyilatkozott, hogy ezt a részvényvásárlást rosszindulatúnak tartják, amíg nem tudnak többet az EA szándékairól.
2005 márciusában megszerezte az MC2-Microïds (Microïds Canada) céget és beolvasztotta a montréal-i stúdiójába. A Ubisoft megvásárolta 2006 júliusában a Driver játék koncesszióját az Ataritól 19 millió € készpénzben, a termék forgalmazásának és fejlesztésének jogaiért. 2007. április 11-én kijelentették, hogy a Sunflowers cégre is szert tettek.